# Championnat d'Argentine de football 2021
Navigation
Édition précédente Édition suivante
La saison 2021 du championnat d'Argentine de football est la 92e édition professionnelle de la première division en Argentine. Vingt-six équipes disputent la compétition et tentent de succéder à Boca Juniors le tenant du titre.
À cause de la pandémie de Covid-19, le championnat est chamboulé dans son organisation. Il est décalé sur l'année civile 2021 et accueille deux nouvelles équipes sans en perdre. Il passe donc de 24 à 26 équipes. Les deux clubs promus en première division sont Sarmiento (Junín) et Platense. 
Le début de la compétition est prévu pour le 18 juillet 2021 soit après la fin de la Copa América 2021 et sa fin est programmée pour le 12 décembre 2021.
River Plate remporte son 37e titre dès la 24e journée. Il ne peut plus être rattrapé par son dauphin.

## Clubs participants

### Changements en début de saison
| Pos. | Relégué de Primera A 2019-2020 |
| ---- | ------------------------------ |
| 23º  | Aucun                          |
| 24º  | Aucun                          |

| Pos.     | Promus de Primera B Nacional 2019-2020 (es) |
| -------- | ------------------------------------------- |
| 1º       | Sarmiento (Junín)                           |
| Barrages | Platense                                    |

| \| Buenos Aires La Plata Santa Fe Mendoza Rosario Córdoba Mar del Plata Paraná Sgo. del Estero Tucumán Junín \| Villes représentées lors de la saison 2021 |
| Buenos Aires La Plata Santa Fe Mendoza Rosario Córdoba Mar del Plata Paraná Sgo. del Estero Tucumán Junín                                                  |

### Les 26 équipes
Légende des couleurs
- Copa Libertadores 2020
- Copa Sudamericana 2020
- Promu de Primera B Nacional

| Club                                            | Classement 2019-2020                | Entraîneur           | Stade                                     | Capacité théorique |
| ----------------------------------------------- | ----------------------------------- | -------------------- | ----------------------------------------- | ------------------ |
| Club Atlético Boca Juniors                      | 1er                                 | Miguel Ángel Russo   | Stade Alberto-Jacinto-Armando             | 49 000             |
| Club Atlético River Plate                       | 2e                                  | Marcelo Gallardo     | Stade Monumental Antonio-Vespucio-Liberti | 61 688             |
| Racing Club                                     | 3e                                  | Juan Antonio Pizzi   | Stade Président Perón                     | 51 389             |
| Asociación Atlética Argentinos Juniors          | 4e                                  | Gabriel Milito       | Stade Diego-Armando-Maradona              | 24 800             |
| Club Atlético Vélez Sarsfield                   | 5e                                  | Gabriel Heinze       | Stade José-Amalfitani                     | 49 540             |
| Club Social y Deportivo Defensa y Justicia      | 6e                                  | Sebastián Beccacece  | Stade Norberto-Tomaghello                 | 20 000             |
| Club Atlético San Lorenzo de Almagro            | 7e                                  | Diego Dabove         | Stade Pedro-Bidegain                      | 47 964             |
| Club Atlético Newell's Old Boys                 | 8e                                  | Omar De Felippe      | Stade Marcelo-Bielsa                      | 42 000             |
| Club Atlético Talleres                          | 9e                                  | Juan Pablo Vojvoda   | Stade Mario-Alberto-Kempes                | 57 000             |
| Club Atlético Lanús                             | 10e                                 | Luis Zubeldía        | Stade Ciudad de Lanús - Néstor Díaz Pérez | 47 027             |
| Club Atlético Rosario Central                   | 11e                                 | Edgardo Bauza        | Stade Gigante de Arroyito                 | 41 654             |
| Arsenal de Sarandi                              | 12e                                 | Sergio Rondina       | Stade Julio-Humberto-Grondona             | 16 000             |
| Club Atlético Independiente                     | 13e                                 | Julio César Falcioni | Stade Libertadores de América             | 50 595             |
| Club Estudiantes de La Plata                    | 14e                                 | Ricardo Zielinski    | Stade Ciudad de La Plata                  | 53 000             |
| Club Atlético Tucumán                           | 15e                                 | Omar De Felippe      | Stade Monumental José-Fierro              | 35 200             |
| Club Atlético Unión                             | 16e                                 | Leonardo Madelón     | Stade 15 de Abril                         | 28 000             |
| Club Atlético Banfield                          | 17e                                 | Julio César Falcioni | Stade Florencio-Sola                      | 35 000             |
| Club Atlético Central Córdoba                   | 18e                                 | Gustavo Coleoni      | Stade Único Madre de Ciudades             | 30 000             |
| Club de Gimnasia y Esgrima La Plata             | 19e                                 | Mariano Messera      | Stade Juan-Carmelo-Zerillo                | 24 525             |
| Club Atlético Patronato de la Juventud Católica | 20e                                 | Juan Pablo Pumpido   | Stade Presbítero Bartolomé-Grella         | 23 500             |
| Club Atlético Huracán                           | 21e                                 | Gustavo Alfaro       | Stade Tomás-Adolfo-Ducó                   | 48 314             |
| Club Atlético Aldosivi                          | 22e                                 | Fernando Gago        | Stade José-Maria-Minella                  | 35 180             |
| Club Atlético Colón                             | 23e                                 | Eduardo Domínguez    | Stade Brigadier General Estanislao López  | 47 000             |
| Club Deportivo Godoy Cruz Antonio Tomba         | 24e                                 | Sebastián Méndez     | Stade Malvinas-Argentinas                 | 48 000             |
| Club Atlético Sarmiento                         | 1er (Primera B Nacional)            | Mario Sciacqua       | Stade Eva Perón                           | 22 000             |
| Club Atlético Platense                          | Vainqueur des barrages de promotion | Juan Manuel Llop     | Stade Ciudad de Vicente López             | 34 530             |

## Compétition
À cause de la pandémie de Covid-19, le championnat est chamboulé dans son organisation. Il est décalé sur l'année civile 2021 et accueille deux nouvelles équipes sans en perdre. Il passe donc de 24 à 26 équipes. Le début de la compétition est prévu pour le 18 juillet 2021 soit après la fin de la Copa América 2021 et sa fin est programmée pour le 12 décembre 2021. Le temps compris entre la fin de la saison 2019-2020 et le début de celle-ci est comblée par l'organisation pour la deuxième fois de la coupe de la Ligue professionnelle.

### Classement
| Rang | Équipe                           | Pts | J  | G  | N  | P  | Bp | Bc | Diff |
| ---- | -------------------------------- | --- | -- | -- | -- | -- | -- | -- | ---- |
| 1    | River Plate                      | 54  | 25 | 16 | 6  | 3  | 53 | 19 | +34  |
| 2    | Defensa y Justicia               | 47  | 25 | 13 | 8  | 4  | 43 | 24 | +19  |
| 3    | Talleres (Córdoba)               | 46  | 25 | 14 | 4  | 7  | 38 | 28 | +10  |
| 4    | Boca Juniors T C                 | 41  | 25 | 11 | 8  | 6  | 35 | 19 | +16  |
| 5    | Vélez Sarsfield                  | 39  | 25 | 10 | 9  | 6  | 34 | 21 | +13  |
| 6    | Estudiantes (La Plata)           | 39  | 25 | 10 | 9  | 6  | 43 | 31 | +12  |
| 7    | Colón (Santa Fe)                 | 39  | 25 | 11 | 6  | 8  | 26 | 31 | -5   |
| 8    | Huracán                          | 38  | 25 | 10 | 8  | 7  | 28 | 25 | +3   |
| 9    | Independiente                    | 38  | 25 | 10 | 8  | 7  | 27 | 24 | +3   |
| 10   | Lanús                            | 37  | 25 | 10 | 7  | 8  | 44 | 43 | +1   |
| 11   | Gimnasia y Esgrima (La Plata)    | 36  | 25 | 9  | 9  | 7  | 27 | 28 | -1   |
| 12   | Unión (Santa Fe)                 | 34  | 25 | 10 | 4  | 11 | 32 | 32 | 0    |
| 13   | Aldosivi (Mar del Plata)         | 33  | 25 | 10 | 3  | 12 | 29 | 39 | -10  |
| 14   | Argentinos Juniors               | 32  | 25 | 8  | 8  | 9  | 26 | 25 | +1   |
| 15   | Racing Club                      | 32  | 25 | 8  | 8  | 9  | 24 | 23 | +1   |
| 16   | Rosario Central                  | 32  | 25 | 9  | 5  | 11 | 39 | 41 | -2   |
| 17   | Godoy Cruz (Mendoza)             | 31  | 25 | 8  | 7  | 10 | 35 | 33 | +2   |
| 18   | Platense P                       | 31  | 25 | 7  | 10 | 8  | 36 | 36 | 0    |
| 19   | Newell's Old Boys (Rosario)      | 28  | 25 | 7  | 7  | 11 | 24 | 32 | -8   |
| 20   | Banfield                         | 27  | 25 | 5  | 12 | 8  | 20 | 25 | -5   |
| 21   | San Lorenzo de Almagro           | 27  | 25 | 7  | 6  | 12 | 23 | 33 | -10  |
| 22   | Central Córdoba (Sgo.del Estero) | 26  | 25 | 6  | 8  | 11 | 30 | 36 | -6   |
| 23   | Patronato (Paraná)               | 25  | 25 | 5  | 10 | 10 | 23 | 35 | -12  |
| 24   | Sarmiento (Junín) P              | 24  | 25 | 6  | 6  | 13 | 23 | 33 | -10  |
| 25   | Atlético Tucumán                 | 22  | 25 | 5  | 7  | 13 | 22 | 46 | -24  |
| 26   | Arsenal                          | 21  | 25 | 4  | 9  | 12 | 12 | 34 | -22  |

| Légende : Qualifications et relégations | Légende : Qualifications et relégations                                                     |
| --------------------------------------- | ------------------------------------------------------------------------------------------- |
|                                         | Qualification pour la phase de groupe de la Copa Libertadores 2022                          |
|                                         | Qualification pour le 1er tour de la Copa Sudamericana 2022                                 |
|                                         | T : Tenant du titre C : Vainqueur de la Copa Argentina P : Club promu de Primera B Nacional |

- Banfield en tant que vainqueur des play-offs de la Coupe de la Ligue professionnelle argentine de football 2020 est assuré de participer à la Copa Sudamericana 2022.
- Colón (Santa Fe) en tant que vainqueur de la Coupe de la Ligue professionnelle argentine de football 2021 est assuré de participer à la Copa Libertadores 2022.

### Classement cumulé
Le champion 2021, le vainqueur de la Coupe de la Ligue professionnelle argentine de football 2021, Colón (Santa Fe) et le vainqueur de la Copa Argentina 2019-20 se qualifient pour la Copa Libertadores 2022.
Le Banfield en tant que vainqueur des play-offs de la Coupe de la Ligue professionnelle argentine de football 2020 est assuré de participer à la Copa Sudamericana 2022.
Les autres places sont attribuées selon un classement cumulé prenant en compte la première phase de la Coupe de la Ligue professionnelle argentine de football 2021 et le championnat 2021.
La relégation est calculée en prenant en compte un coefficient calculé sur les deux dernières saisons.
| Rang | Équipe                           | Pts | J  | G  | N  | P  | Bp | Bc | Diff |
| ---- | -------------------------------- | --- | -- | -- | -- | -- | -- | -- | ---- |
| 1    | River Plate                      | 75  | 38 | 22 | 9  | 7  | 78 | 30 | +48  |
| 2    | Vélez Sarsfield                  | 70  | 38 | 20 | 10 | 8  | 57 | 34 | +23  |
| 3    | Talleres (Córdoba)               | 66  | 38 | 19 | 9  | 10 | 57 | 44 | +13  |
| 4    | Colón (Santa Fe)                 | 64  | 38 | 18 | 10 | 10 | 49 | 41 | +8   |
| 5    | Boca Juniors T                   | 63  | 38 | 17 | 12 | 9  | 57 | 31 | +26  |
| 6    | Estudiantes (La Plata)           | 61  | 38 | 16 | 13 | 9  | 59 | 41 | +18  |
| 7    | Defensa y Justicia               | 59  | 38 | 16 | 11 | 11 | 58 | 45 | +13  |
| 8    | Independiente                    | 58  | 38 | 16 | 10 | 12 | 43 | 34 | +9   |
| 9    | Lanús                            | 56  | 38 | 16 | 8  | 14 | 62 | 61 | +1   |
| 10   | Racing Club                      | 53  | 38 | 14 | 11 | 13 | 38 | 35 | +3   |
| 11   | Unión (Santa Fe)                 | 53  | 38 | 14 | 11 | 13 | 44 | 46 | -2   |
| 12   | Argentinos Juniors               | 51  | 38 | 13 | 12 | 13 | 40 | 36 | +4   |
| 13   | Huracán                          | 51  | 38 | 12 | 15 | 11 | 42 | 42 | 0    |
| 14   | Gimnasia y Esgrima (La Plata)    | 51  | 38 | 12 | 15 | 11 | 42 | 48 | -6   |
| 15   | Rosario Central                  | 50  | 38 | 14 | 8  | 16 | 55 | 59 | -4   |
| 16   | San Lorenzo de Almagro           | 48  | 38 | 13 | 9  | 16 | 39 | 49 | -10  |
| 17   | Banfield                         | 47  | 38 | 10 | 17 | 11 | 34 | 37 | -3   |
| 18   | Godoy Cruz (Mendoza)             | 46  | 38 | 12 | 10 | 16 | 53 | 57 | -4   |
| 19   | Platense P                       | 45  | 38 | 11 | 12 | 15 | 48 | 55 | -7   |
| 20   | Aldosivi (Mar del Plata)         | 44  | 38 | 13 | 5  | 20 | 44 | 60 | -16  |
| 21   | Central Córdoba (Sgo.del Estero) | 43  | 38 | 10 | 13 | 15 | 44 | 53 | -9   |
| 22   | Atlético Tucumán                 | 40  | 38 | 10 | 10 | 18 | 46 | 66 | -20  |
| 23   | Newell's Old Boys (Rosario)      | 39  | 38 | 9  | 12 | 17 | 38 | 53 | -15  |
| 24   | Patronato (Paraná)               | 37  | 38 | 9  | 10 | 19 | 35 | 52 | -17  |
| 25   | Sarmiento (Junín) P              | 36  | 38 | 8  | 12 | 18 | 33 | 52 | -19  |
| 26   | Arsenal                          | 33  | 38 | 7  | 12 | 19 | 23 | 57 | -34  |

| Légende : Qualifications et relégations | Légende : Qualifications et relégations                                                     |
| --------------------------------------- | ------------------------------------------------------------------------------------------- |
|                                         | Qualification pour la phase de groupe de la Copa Libertadores 2022                          |
|                                         | Qualification pour le 2e tour qualificatif de la Copa Libertadores 2022                     |
|                                         | Qualification pour le 1er tour de la Copa Sudamericana 2022                                 |
|                                         | Relégation directe en Primera B Nacional                                                    |
|                                         | T : Tenant du titre C : Vainqueur de la Copa Argentina P : Club promu de Primera B Nacional |

- Banfield en tant que vainqueur des play-offs de la Coupe de la Ligue professionnelle argentine de football 2020 est assuré de participer à la Copa Sudamericana 2022.
- Colón (Santa Fe) en tant que vainqueur de la Coupe de la Ligue professionnelle argentine de football 2021 est assuré de participer à la Copa Libertadores 2022.

### Classement de relégation
Cette saison il n'y a pas de relégation, avec la promotion du Club Atlético Tigre et le vainqueur des barrages de montée le prochain championnat passe à 28 équipes.

## Bilan de la saison
| Championnat d'Argentine de football 2021 | |
| Champion                                 | River Plate (37e titre)                                                                             |
| Coupes et trophées                       | |
| Vainqueur de la Coupe d'Argentine 2021   | Boca Juniors                                                                                        |
| Qualifications continentales             | |
| Copa Libertadores 2022                   | Colón (Santa Fe) River Plate Boca Juniors Vélez Sarsfield Talleres (Córdoba) Estudiantes (La Plata) |
| Copa Sudamericana 2022                   | Banfield Defensa y Justicia Independiente Lanús Racing Club Unión (Santa Fe)                        |
| Promotions et relégations                | |
| Promus en Primera A                      | Tigre Barracas Central                                                                              |
| Relégués en Primera B Nacional           | Aucun                                                                                               |